# Honda Kumatarō

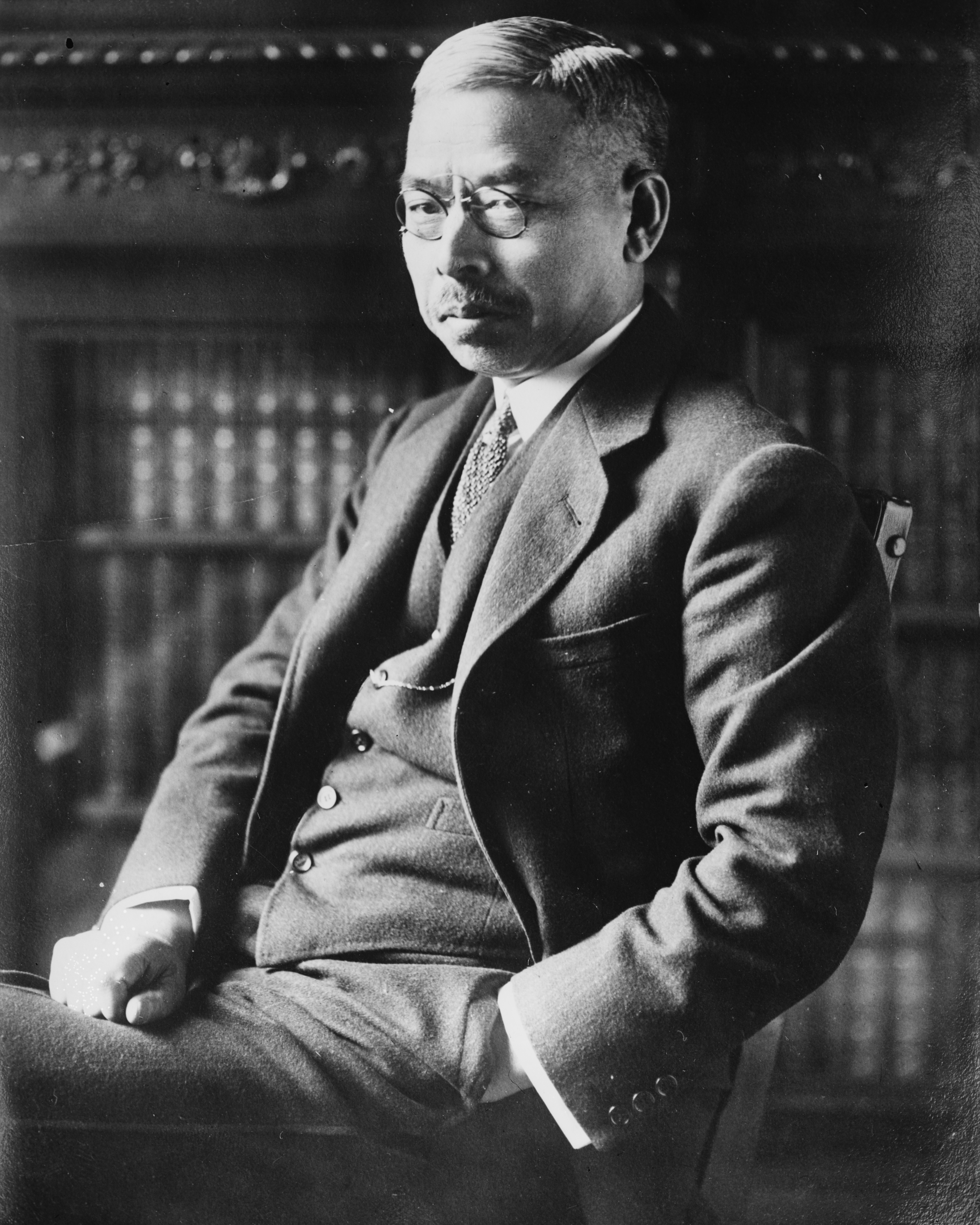
Honda Kumatarō

Honda Kumatarō (jap. 本多 熊太郎; * 8. Dezember 1874; † 18. Dezember 1948) war ein japanischer Diplomat während der Meiji-, Taishō- und der Shōwa-Zeit, Botschafter in China während des Pazifikkrieges und außenpolitischer Berater im Kabinett Tōjō.

## Werdegang
Noch als Student der Jurisprudenz an der Chūō-Universität bestand Honda Kumatarō die Prüfung zum Auslandsstudium im Mai 1894 und die Prüfung im Bereich Diplomatie und Arbeit als Botschafter des japanischen Außenministeriums im August 1895, worauf er im Ministerium angestellt wurde. 1901 wurde er zum Sekretär des Außenministers Marquis (damals Freiherr) Komura Jutarō und begleitete ihn bei den Verhandlungen, die dem Abschluss des Vertrages von Portsmouth vorausgingen. Während Gotō Shimpei der südmandschurischen Eisenbahn-Gesellschaft vorstand, hatte Honda Kumatarō das Amt des zweiten Sekretärs der Gesandtschaft in Peking inne. Seit 1918 diente er als Gesandter in der Schweiz, seit 1924 als Botschafter in Deutschland. Er trat 1925 von diesem Posten zurück.
Honda wurde 1940 von Matsuoka Yōsuke zum Botschafter des Großjapanischen Reiches in der chinesischen Nationalregierung in Nanjing ernannt. Seit 1943 war er außenpolitischer Berater im Kabinett Tōjō.
Im Dezember 1945 wurde Honda den Kriegsverbrechern dritter Stufe von den Alliierten zugeordnet, später jedoch zum Kriegsverbrecher der A-Stufe umgestuft und im Sugamo-Gefängnis inhaftiert. Später wurde er freigelassen, weil er erkrankte.
Den Erinnerungen des Journalisten Kiyosawa Kiyoshi zufolge behauptete Honda in einem Artikel in Mainichi Shimbun vom 1. März 1944, dass die USA hätten verlauten lassen, sie würden alle Japaner töten. Er soll während der japanisch-amerikanischen Verhandlungen vor der Kapitulation eine unnachgiebige Position vertreten haben. Der japanische Staatsmann und faschistisch beeinflusste politische Ideologe Nakano Seigō, Gründer der politischen Partei Tōhōkai, wurde in außenpolitischen Fragen von Honda Kumatarō beraten.